# جيرونيمو المكرم
جيرونيمو المُكرَّم (بالإنجليزية: San Geronimo بالفرنسية: Vénérable Géronimo) والذي أعلن كذلك من طرف البابا بيوس التاسع، هو جزائري، واسمه الأصلي بن عودة، أصله من نواحي وهران ولد حوالي 1534، توفي في مدينة الجزائر سنة 1569. يعتبر مبجلا و شهيدا لدى المسيحيين الكاثوليكيين بينما يعتبر في المصادر الجزائرية جاسوسا لصالح إسبانيا ضد إيالة الجزائر.

## الرواية الأوربية
أسره الإسبان في 1538 في إحدى غزواتهم على القبائل المجاورة بمنطقة عين الترك و عمره 4 سنوات. تم بيعه كعبد للأسقف العام لوهران خوان كارو (Juan Caro) الذي رباه و أنشأه على الدين المسيحي و سماه جيرونيمو.
في 1542 وفي ظل انتشار مرض الطاعون، خرج الإسبان من مدينة وهران إلى ضاحيتها ونصبوا الخيام للإقامة بها مؤقتا، فاستطاع بعض الأسرى الجزائريين الفرار وقاموا بتهريب جيرونيمو وإعادته وعمره 8 سنوات إلى عائلته المسلمة وإلى الإسلام دينه الأصلي.
في 1559 عاد إلى وهران وعمره 25 سنة وأصبح مرة أخرى مسيحيا في خدمة سيده السابق أسقف وهران خوان كارو. سعد الأسقف بعودة جيرونيمو إليه وزوجه من أمة جزائرية كانت في خدمته أصبحت هي كذلك مسيحية و اتخذهما كأبناء له.
في ماي 1569، انطلق من وهران على متن قارب مع 9 من الإسبان للإغارة على قرية ساحلية صغيرة في الجوار. بعد نجاح مهمتهم و في الساعات الأولى من الفجر، لاحظتهم مجموعة من مراكب بريجانتين من مدينة تطوان و قامت بمطاردتهم و أسرهم و توجهت بهم إلى مدينة الجزائر لبيعهم كعبيد. و كان جيرونيمو بالإضافة إلى أسير آخر ضمن خمس الأسرى الذي يقدم للباشا والي الجزائر علج علي.
بعد أيام قليلة اكتشف الجزائريون أصله وردته فقيدوه بالسلاسل وحاول قاضي المدينة و بعض علماءها إعادته لدينه الأصلي، ولكن من دون نجاح. و في 18 سبتمبر 1569، و أثناء تفقد الباشا علج علي لأشغال إنجاز حصن باب الواد والمعروف بحصن الأربع وعشرين ساعة لدى الفرنسيين، أمر بدفن جيرونيمو حيا في قالب آجر في أحد جدران الحصن.
تمكن آدريان باربروغر بعد الاعتماد على المصدر الأول لقصة جيرونيمو و هو ما رواه الإسباني الأب دييغو دي هايدو في كتابه طوبوغرافيا الجزائر(العاصمة) والمنشور في بلد الوليد بإسبانيا في سنة 1612، و بمساعدة الفرقة المدفعية للقائد سوزوني التي كانت تزاول عملة هدم الحصن، من العثور على الموقع الذي دفن فيه جيرونيمو في برج باب الواد في 27 ديسمبر 1853 و في اليوم التالي قام أسقف الجزائر لويس بافي (Pavy) و الحاكم العام للجزائر المارشال جاك لوي راندون و عائلته و العديد من الشخصيات العسكرية و السياسية و كثير من العامة بزيارة موقع قبر جيرونيو بباب الواد.
وتم نقل رفات جيرونيمو في موكب كبير إلى كاتدرائية القديس فيليب بالجزائر وسط حضور كبير في عام 1853 و دفن بالمصلى الكنسي الأول على يمين الداخل إلى الكاتدرائية.
في 30 مارس 1854 ، و بعد مراسلة من أسقف الجزائر لويس أنطوان بافي، وافق البابا بيوس التاسع على الاعتراف بجيرونيمو كمبجل في جميع البلدان الكاثوليكية في نفس الوقت الذي تمت فيه الموافقة على سلطة تقديسه.

صورة للمكان الذي دفن فيه جيرونيمو في برج باب الواد بالجزائر العاصمة قبل هدمه

## الرواية الجزائرية
ذكر ابن المفتي في تاريخه الذي ألفه حوالي سنة 1755 أن الباشا علج علي، و بينما هو منشغل بتفقد أعمال بناء برج باب الواد، جيء إليه برجل من ناحية قلعة بني راشد اسمه بن عودة معروف بالتجسّس، يرسله الإسبان من وهران إلى مدينة الجزائر ليأتيهم بالأخبار. وكان للباشا 12 جاسوسا ببايلك الغرب يأتونه بأخبار الإسبان في وهران و جواسيسهم في المنطقة. اجتمع جواسيس الباشا في أحد الأيام مع بن عودة في مدينة مليانة فارتابوا بأمره. فقاموا بالتعرف إليه و التحادث معه و بعد أن كسبوا ثقته أخبرهم باسمه، وأفضى إليهم بتعاونه مع الإسبان وكسبه الأموال من ذلك و عرض عليهم الانضمام إليه فلما تحققوا من أمره قبضوا عليه و أتو به إلى علج علي باشا. و بعد التحقيق معه اعترف للباشا بجميع ما نسب إليه من أفعال و بارتداده عن الإسلام، فأمر الباشا بإلقاءه موثقا في صندوق البناء و ملء الصندوق بمواد البناء.